# العلاقات المغربية السورينامية
العلاقات المغربية السورينامية هي العلاقات الثنائية التي تجمع بين المغرب وسورينام.

## مقارنة بين البلدين
هذه مقارنة عامة ومرجعية للدولتين:
| وجه المقارنة                                              | المغرب                                 | سورينام                        |
| --------------------------------------------------------- | -------------------------------------- | ------------------------------ |
| المساحة (كم2)                                             | 710.85 ألف                             | 163.27 ألف                     |
| عدد السكان (نسمة)                                         | 36.07 مليون                            | 563.40 ألف                     |
| الكثافة السكانية (ن./كم²)                                 | 50.74                                  | 3.45                           |
| العاصمة                                                   | الرباط                                 | باراماريبو                     |
| اللغة الرسمية                                             | اللغة العربية، أمازيغية معيارية مغربية | اللغة الهولندية                |
| العملة                                                    | درهم مغربي                             | دولار سورينامي، غيلدر سورينامي |
| الناتج المحلي الإجمالي (بليون دولار)                      | 109.14 مليار                           | 3.32 مليار                     |
| الناتج المحلي الإجمالي (تعادل القوة الشرائية) بليون دولار | 274.06 مليار                           | 9.07 مليار                     |
| الناتج المحلي الإجمالي الاسمي للفرد دولار أمريكي          | 2.88 ألف                               | 9.48 ألف                       |
| الناتج المحلي الإجمالي للفرد دولار أمريكي                 | 7.49 ألف                               | 16.64 ألف                      |
| مؤشر التنمية البشرية                                      | 0.628                                  | 0.714                          |
| رمز المكالمات الدولي                                      | +212                                   | +597                           |
| رمز الإنترنت                                              | .ma                                    | .sr                            |
| المنطقة الزمنية                                           | ت ع م+01:00                            | 00                             |

## منظمات دولية مشتركة
يشترك البلدان في عضوية مجموعة من المنظمات الدولية، منها:
| علم المنظمة | اسم المنظمة                        | تاريخ انضمام المغرب | تاريخ انضمام سورينام |
| ----------- | ---------------------------------- | ------------------- | -------------------- |
|             | يونسكو                             | 7 نوفمبر 1956       | 16 يوليو 1976        |
|             | وكالة ضمان الاستثمار متعدد الأطراف | 17 سبتمبر 1992      | 2 يوليو 2003         |
|             | الأمم المتحدة                      | 12 نوفمبر 1956      | 4 ديسمبر 1975        |
|             | الاتحاد البريدي العالمي            | ?                   | ?                    |
|             | البنك الدولي للإنشاء والتعمير      | 25 أبريل 1958       | 27 يونيو 1978        |
|             | المنظمة الهيدروغرافية الدولية      | ?                   | ?                    |
|             | منظمة التعاون الإسلامي             | 25 سبتمبر 1969      | ?                    |
|             | منظمة حظر الأسلحة الكيميائية       | ?                   | ?                    |
|             | الاتحاد الدولي للاتصالات           | 1 نوفمبر 1956       | 15 يوليو 1976        |
|             | مؤسسة التمويل الدولية              | 30 أغسطس 1962       | 1 سبتمبر 2011        |
|             | منظمة التجارة العالمية             | 1995                | ?                    |
|             | منظمة الشرطة الجنائية الدولية      | ?                   | ?                    |

## وصلات خارجية
- موقع وزارة الخارجية المغربية
- موقع وزارة الخارجية السورينامية